# Яровенко, Наталья Олеговна
Ната́лья Оле́говна Ярове́нко (укр. Наталія Олегівна Яровенко; род. 23 июля 1979, Одесса) — испанская актриса и модель украинского происхождения.

## Биография
Наташа Яровенко родилась в Одессе в семье инженеров. Окончила Одесский университет по специальности «филология романо-германских языков» и получила степень бакалавра. Владеет в совершенстве украинским, русским, итальянским, испанским и английским языками. В 2000 году вместе с семьей уехала в Испанию, город Барселона, где проживает до сих пор.
Однажды, когда Наташа шла по улице, к ней подошёл фотограф и пригласил принять участие в кастинге, который она прошла и стала моделью. Потом были приглашения на каталонское телевидение, где она играла в ряде телефильмов. «Если честно, то актрисой я никогда не мечтала быть. Но я благодарна судьбе, что это все же случилось со мной».
Известность актрисе и номинацию на самую престижную премию в Испании «Гойя» принесла роль в фильме Хулио Медема «Комната в Риме», который вышел на экраны в 2010 году.
О себе она говорила в 2010 году:

Я являюсь гражданкой мира. Живу в Барселоне, который выглядит как мой родной город Одесса на берегу Чёрного моря. Море — это очень важно для меня. Также мне нравится Мадрид, где всегда есть движение и есть районы очень уникальные. Я жила в таких городах, как Москва, который является очень жёстким и жестоким, хотя также очень живым. Языки не кажутся мне проблемой. После русского, всё, кажется, легко… Уверена, что если бы я прожила неделю в Японии, я бы говорила на этом языке. Я путешествовала по Азии и Америке, и мне никогда не было трудно адаптироваться. Это как быть актрисой: вы живёте разными жизнями, и это обогащает вас, будь это Нью-Йорк или Индия.
Оригинальный текст (исп.)Soy ciudadana del mundo. Vivo en Barcelona, que se parece a mi ciudad natal, Odessa, a orillas del mar Negro. El mar es muy importante para mí. También me gusta Madrid, donde siempre hay movida y tiene barrios muy singulares. He vivido en ciudades como Moscú, que es muy dura y cruel, aunque también muy vitalista. Los idiomas no me parecen un problema. Después del ruso, todos parecen fáciles... Estoy segura de que si viviera una semana en Japón, hablaría el idioma. He viajado por Asia y América y nunca me ha costado adaptarme.  Es como ser actriz: vives vidas distintas y eso te enriquece, ya sea Nueva York o la India.

В конце 2010 года купила небольшой остров в Багамском архипелаге за 200 000 долл: «Островок совсем небольшой, безымянный и безлюдный, зато там нетронутая полоска пляжа и девственные заросли кустарника».

## Карьера модели
- Съёмка для мужского журнала FHM Испания, апрель 2010
- Журнал «Dominical» — обложка
- Журнал ShowDown — обложка
- Журнал GQ — обложка
- Журнал ELLE — обложка (с Моник Крус)
- Журнал WAPA — обложка
- Журнал MUJERhoy — обложка

## Фильмография
| Год       |    | Русское название                          | Оригинальное название               | Роль                          |
| --------- | -- | ----------------------------------------- | ----------------------------------- | ----------------------------- |
| 2003      | тф | Гель для душа                             | La dona de gel                      | Таня Густова                  |
| 2004      | ф  | Молодость                                 | Jóvenes                             | Марта                         |
| 2004      | ф  | Глупость, основанная на реальных событиях | Estúpidos, basado en hechos reales  | продавщица                    |
| 2005      | с  | Непредвиденное                            | Ventdelplà                          | Татьяна (эпизоды: 65, 68, 69) |
| 2006      | ф  | Омар Мартинес                             | Omar Martínez                       | Ольга                         |
| 2007      | с  | Центральная больница                      | Hospital Central                    | Лиува (эпизод: 168)           |
| 2008      | ф  | Дневники нимфоманки                       | Diario de una Ninfómana             | Мэй                           |
| 2008—2009 | с  | Лалола                                    | Lalola                              | Ромина (эпизоды 79-144)       |
| 2009      | ф  | Чёрный Буэнос-Айрес                       | Negro Buenos Aires                  | Альма                         |
| 2010      | ф  | Комната в Риме                            | Habitación en Roma                  | Наташа                        |
| 2010      | с  |                                           | Pelotas                             | Татьяна                       |
| 2010      | с  |                                           | Inocentes                           | Светлана (эпизоды 1,2)        |
| 2011      | ф  | Капитан Гром и Святой Грааль              | El Capitán Trueno y el Santo Grial  | принцесса Сигрид              |
| 2012      | ф  | Афтершок                                  | Aftershock                          | Ирина                         |
| 2015      | с  | Приключения капитана Алатристе            | Las aventuras del Capitán Alatriste | Мария де Кастро               |
| 2016      | ф  |                                           | Loki 7                              | Иванна                        |